# HelpServ
HelpServ, in molte reti IRC, è un servizio che permette di ricevere aiuto attraverso messaggi preregistrati.
Nelle ultime versioni degli Anope non è più incluso, ma venne molto utilizzato nelle versioni precedenti. L'utilità di questo strumento è molto discutibile, perché è l'esatta copia dei vari messaggi di aiuto per ogni services:
- Se ti serve la guida di NickServ è sufficiente fare /ns help, anche se puoi utilizzare /msg HelpServ help Nickserv

Come si nota è molto scomodo l'utilizzo di questo comando.
ATTENZIONE: Se le abbreviazioni server sono ammesse, per HelpServ NON ESISTE NESSUNA ABBREVIAZIONE. Molti pensano che l'abbreviazione /hs si riferisca a HelpServ, invece si riferisce a HostServ.

## Come di utilizza
Le sintassi sono uguali a tutti gli altri servizi Anope

### Comandi principali
/msg helpserv help - Lista comandi

### Altro
anope.org ha eliminato la guida a HelpServ.